# Andrew Airlie
Andrew Airlie (Glasgow, 18 settembre 1961) è un attore britannico naturalizzato canadese.

## Filmografia parziale

### Cinema
- Paura (Fear), regia di James Foley (1996)
- 24 ore (Trapped), regia di Luis Mandoki (2002)
- Final Destination 2, regia di David R. Ellis (2003)
- I Fantastici 4 (Fantastic Four), regia di Tim Story (2005)
- Case 39, regia di Christian Alvart (2009)
- Cinquanta sfumature di grigio (Fifty Shades of Grey), regia di Sam Taylor-Johnson (2015)
- Cinquanta sfumature di nero (Fifty Shades Darker), regia di James Foley (2017)
- Cinquanta sfumature di rosso (Fifty Shades Freed), regia di James Foley (2018)
- Una tradizione di famiglia (2018)

### Televisione
- Stargate SG-1 – serie TV, 2 episodi (1999 - 2004)
- X-Files (The X-Files) – serie TV, episodio 1x05 (1993)
- Smallville – serie TV, 1 episodio (2004)
- Jack, regia di Lee Rose – film TV (2004)
- Supernatural – serie TV, 1 episodio (2005)
- Regista di classe (Geek Charming), regia di Jeffrey Hornaday – film TV (2011)
- Natale a Bramble House (A Bramble House Christmas), regia di Steven R. Monroe – film TV (2018)

## Doppiatori italiani
Nelle versioni in italiano delle opere in cui ha recitato, Andrew Airlie è stato doppiato da:
- Vittorio Guerrieri in Cinquanta sfumature di grigio, Cinquanta sfumature di nero
- Fabrizio Temperini in X-Files
- Stefano Benassi in Detective Monk
- Marco Mete in Dr. House - Medical Division
- Roberto Stocchi in Smallville
- Saverio Indrio in Supernatural (ep. 1x08)
- Massimo De Ambrosis in Supernatural (ep. 15x04)
- Antonio Sanna in Fringe
- Danilo Brugia in Case 39
- Gaetano Varcasia in Regista di classe
- Paolo Maria Scalondro in The Killing
- Luca Semeraro in Missione Mercurio
- Sergio Di Giulio in Motive
- Stefano Benassi ne Le indagini di Hailey Dean - Rivelazioni mortali